# 이가나 (레이싱 모델)
이가나(1985년 8월 7일 ~ )는 대한민국의 레이싱 모델이다.

## 경력
- 2006년 부산모터쇼 혼다부스 레이싱 모델
- 2006년 서울오토살롱 레이싱 모델
- 2007년 서울오토살롱 레이싱 모델
- 2011년 서울모터쇼 레이싱 모델
- 2012년 부산국제모터쇼 레이싱 모델
- 2015년 CJ헬로모바일 슈퍼레이스 챔피언쉽 레이싱 모델
- 2022년 금호타이어 레이싱 모델

## 수상
- 2007년 레이싱모델 어워드 올해의 레이싱 모델